# 基督科學
基督科學（Christian Science），是基督科學教會（Church of Christ, Scientist）的一套信仰和實踐體系。教會有時也被非正式地稱為基督教科學會。教會由瑪麗·貝克·艾迪于1879年在新英格蘭創立。她1875年所著的《科學與健康暨解經之鑰》一書，概述了基督科學的神學。這本書與《聖經》一起成為基督科學的核心教義，到 2001 年已售出超過 900 萬本。始建於1894年的母教會稱“基督科學教徒第一教會”，位於美國麻薩諸塞州波士頓。信徒通常被稱為基督科學信徒（Christian Scientists）或基督科學的學生。
1879年，艾迪和她的26名追隨者獲得麻薩諸塞邦頒發的特許狀，成立了「基督教會（科學家）」（Church of Christ (Scientist)）；1892年重組為如今的“基督科學教會”。創立之初作爲“思想者的宗教”，成爲了美國發展最快的宗教，到1936年已有近27萬名成員，1990年時這一數字已下降到略多於10萬人 。到2009年則降至不到五萬人。該教會以其報紙《基督科學箴言報》及其遍佈世界各地的公共閱覽室而聞名，報紙在1950年至 2002年間曾七次榮獲普立茲獎。 
基督科學的信條與許多其他基督教派有顯著區別，其中包括三位一體、耶穌的神性、贖罪、復活和聖體等關鍵概念。艾迪則將基督科學描述為「原始基督教及其失去的治療元素」的回歸。追隨者信奉一種激進的唯心主義哲學，認為現實純粹是精神的，物質世界只是幻象。其中包括這樣一種有爭議的觀點，即疾病是一種精神錯誤而不是身體疾病，病人不應該透過藥物治療，而應該透過祈禱的形式來治療，這種祈禱旨在糾正造成健康狀況不佳的幻覺的信念。
教會並未强制要求基督科學信徒拒絕醫療照護——追隨者請牙醫、驗光師、產科醫生、醫生治療骨折，並在法律要求時接種疫苗——但堅持基督科學的祈禱在不與藥物相結合時最有效。對祈禱的依賴和避免醫療被指責為導致幾名信徒及其子女死亡的原因。1880年代至1890年代期間，有受害者父母和其他人以過失殺人或疏忽大意而被起訴，並在少數案件中被定罪。

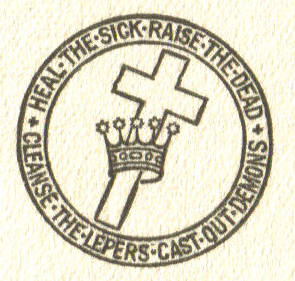
基督科學的標識是基督教加王冠，以《马太福音》10:8的英文文本環繞

## 教义
艾迪宣稱，既然上帝是絕對的善與完美，那麼罪、疾病和死亡都與上帝無關，因此都不是真實的。這個物質世界是虛幻的，真正的真理和存在都是在精神層面上，所以所有的物質上的“錯誤”都可以靠更高層次的靈修來解決。她更進一步地說明她所領悟出來的道理正是如同《聖經》裡所記載的那樣，耶穌基督有治癒能力也是因為有同樣的領悟。基督科學教徒則根據這個教義深信，疾病可以透過信仰、祈禱和領悟更高一層對於上帝、基督與人之間的關係而治癒。這樣的結果就是教徒有病痛時往往只靠著祈禱而不尋求醫療協助，他們的教會刊物上也常常刊登這類的透過祈禱而治癒的報導。
基督科學教會非傳統的傳教方式和內容因此引起許多爭議。一些教會人士因為不肯尋求正常的醫療協助，只靠著祈禱來治病，結果死於一些本來可以醫好的疾病。其中因此而死的小孩，他們的父母因此被提起刑事訴訟，理由是疏忽和不當致死。教會方面則辯稱，根據他們的完整紀錄，他們的“靈修治病”祈禱方式確實治癒了許多連醫生都束手無策的絕症。
在神學界，基督科學的教義也引起一陣騷動，特別是透過19世紀起盛行的科學角度來看（註：即基督科學所稱的“科學”在如今完全稱不上科學）。一些其他基督教派人士則譏諷，基督科學教會只能算是一種《聖經》解說學派，只是一時的，根本不算是一種新的基督教派。即便如此，基督科學在發展初期以及在1960和1970年代的再次發展卻也因此吸引很多人的注意，也得到了快速的成長。
在分類上，基督科學通常被歸類到基督教分支的復原主義教派這一旁支上，不過也引起一些爭議。

## 脚標
1. ↑  PBS, August 2008: "The church estimates it has about 400,000 members worldwide, but independent studies put membership at around 100,000."[2]
2. ↑  The book was originally just called Science and Health; the subtitle with a Key to the Scriptures was added in 1883 and was later amended to with Key to the Scriptures.[來源請求]
3. ↑  In April 2010, the Christian Science Journal listed 1,068 Reading Rooms in the United States and 489 elsewhere.[9]

## 外部連結
- 基督科学 （页面存档备份，存于）（简体中文）